# The Missioner's Plight
The Missioner's Plight è un cortometraggio muto del 1913 diretto da Frank Wilson.

## Trama
Un uomo molto religioso si mette a cercare il figlio, frequentatore di locali notturni, e viene colto in una retata della polizia.

## Produzione
Il film fu prodotto dalla Hepworth.

## Distribuzione
Distribuito dalla Hepworth, il film - un cortometraggio di 152 metri - uscì nelle sale cinematografiche britanniche nell'agosto 1913.
Si conoscono pochi dati del film che, prodotto dalla Hepworth, fu distrutto nel 1924 dallo stesso produttore, Cecil M. Hepworth. Fallito, in gravissime difficoltà finanziarie, il produttore pensò in questo modo di poter almeno recuperare il nitrato d'argento della pellicola.